# Ювілейна медаль «Різдво Христове — 2000»
Ювілейна медаль «Різдво Христове — 2000» — це ювілейна медаль Української Православної Церкви (Московського Патріархату) на честь святкування великої події 2000-ліття Різдва Христового . Його встановлено для відзначення духовенству, мирянам, церковнослужителям, а також державним діячам та представникам інших сфер діяльності за визначні особисті заслуги перед Українською Православною Церквою.

## Статут

### Загальні положення
Ювілейна медаль «Різдво Христове — 2000» заснована на честь святкування великої події 2000-ліття Різдва Христового встановлена для нагородження духовенству, мирянам, церковнослужителям, а також державним діячам та представникам інших сфер діяльності за визначні особисті заслуги перед Українською Православною Церквою.
Нагородження орденом здійснюється за благословенням Предстоятеля Української Православної Церкви.
Особі,нагородженій медаллю, вручаються медаль і грамота.
Нагородження вдруге,з врученням однієї й тієї ж медалі одного й того ж ступеня,не проводиться.
Медаллю нагороджуються громадяни України та іноземні громадяни.
Ювілейна медаль «Різдво Христове — 2000» має два ступені. Найвищим ступенем медалі є І ступінь.
Нагородження медалі проводиться послідовно,починаючи з III ступеня.

### Порядок представлення до нагородження
Нагородження проводиться за поданням правлячих архієреїв на ім'я Митрополита Київського та всієї України.
Рішення про нагородження приймається Комісією з нагороджень.

### Порядок вручення
Вручення медалі проводиться в урочистій обстановці.
Медаль, як правило, вручає: Предстоятель Української Православної Церкви або. за його благословенням, єпархіальний архієрей.
Медаль носять з правого боку грудей.
У випадку втрати (псування) медалі дублікат не видається.

## Вигляд
Медаль І ступеня виготовляється з міді та покривається позолотою (товщина покриття - 0.2 мк). Відзнака має форму круглого вінка з накладеним на нього хрестом, сторони якою покрито емаллю червоного кольору.
В центрі хреста розміщено круглий медальйон із зображенням ікони Різдва Христового. По колу медальйона на фоні емалі білого кольору розміщено надпис: "РІЗДВО ХРИСТОВЕ".
На зворотному боці в центрі медальйона - зображення 8-кінцевого православного хреста, навколо якого розміщено надпис: "УКРАЇНСЬКА ПРАВОСЛАВНА ЦЕРКВА".
Зверху медалі є вушко з кільцем, яким вона з'єднуються з трапецієподібною колодкою. 
На колодці на фоні емалі червоного кольору розміщено Надпис: "2000 РОКІВ". 
Внизу колодки розміщено два схрещених дубових листочки. На зворотному боці - застібка для прикріплення медалі до одягу.
Розмір медалі між сторонами хреста  - 43x43 мм, діаметр медальйона - 33 мм, розмір колодки - 25x25 мм.
Медаль II ступеня виготовляється з міді та покривається позолотою (товщина покриття - 0.2 мчк). Відзнака має форму круглого медальйона із зображенням ікони Різдва Христового.
По колу медальйона на фоні емалі червоною кольору розміщено надпис: "РІЗДВО ХРИСТОВЕ". 
На зворотному боці в центрі медальйона - зображення 8-кінцевого православного хреста, навколо якого розміщено надпис:
"УКРАЇНСЬКА ПРАВОСЛАВНА ЦЕРКВА".
Зверху медальйона є вушко з кільцем, яким він з'єднується з трапецієподібною колодкою. 
На колодці на фоні емалі червоного кольору розміщено надпис: "2000 РОКІВ".
Внизу колодки розміщено два схрещених дубових листочки.
На зворотному боці - застібка для прикріплення медалі до одягу.
Діаметр медальйона - 35 мм, розмір колодки - 25x25 мм.
Медаль ІІІ ступеня така сама, як і медаль II ступеня, але посріблена (товщина покриття - 9 мк), а колір емалі -зелений.

### Сайти
- Нагороди та титули Української Православної Церкви 2009